# Bodträsket, Västerbotten
Bodträsket är en sjö i Skellefteå kommun i Västerbotten och ingår i Bureälvens huvudavrinningsområde. Sjön har en area på 1,93 kvadratkilometer och ligger 79,1 meter över havet. Sjön avvattnas av vattendraget Bureälven. Dess tillopp i småorten Bodbysund är en kort älvsträcka vid Burträskets utlopp. Byn Bodbysund utbreder sig även utanför småorten, med glesare bebyggelse, på båda sidorna av sjön, samt den intilliggande betydligt mindre Bodbytjärnen. Nedströms övergår Bodträsket i Svarttjärnavan

## Delavrinningsområde
Bodträsket ingår i det delavrinningsområde (716229-173783) som SMHI kallar för Utloppet av Bodträsket. Medelhöjden är 93 meter över havet och ytan är 8,86 kvadratkilometer. Räknas de 55 avrinningsområdena uppströms in blir den ackumulerade arean 506,1 kvadratkilometer. Avrinningsområdets utflöde Bureälven mynnar i havet. Avrinningsområdet består mestadels av skog (36 procent), öppen mark (20 procent) och jordbruk (18 procent). Avrinningsområdet har 1,93 kvadratkilometer vattenytor vilket ger det en sjöprocent på 21,7 procent.